# Барри, Сьюзан
Сьюзан Бэрри (р. 1954) — профессор нейробиологии.
В 1976 году окончила Уэслианский университет (Wesleyan University). В это же время Барри защитила дипломную работу в Принстонском университете, где в 1979 году она получила степень магистра в области биологии, а в 1981 году степень доктора наук в биологии.
Известна исправлением своего врожденного косоглазия и приобретением трехмерного зрения в зрелом возрасте. Барри страдала с раннего детства от сильного косоглазия (альтернативная эзотропия). Операцией в младенчестве ей была подправлена взаимная направленность глаз, но мозг по-прежнему видел мир двумерным, управляя порознь то одним, то другим глазом. Вопреки ошибочной теории о непоправимости такой формы косоглазия из-за окончательной сформированности соответствующих нейронных структур, вопреки безуспешным попыткам тренировок при помощи стереоскопических тренажеров, Сьюзан Барри обрела стереоскопическое зрение в возрасте 48 лет, после первого же сеанса тренировки при помощи шнурка с бусиной (тренажер Фредрика Брока).
Барри ведет блог в журнале Psychology Today, где рассказывают о практическом применении теории пластичности нейронных структур мозга. Она полагает, что некоторые считавшиеся невозможными результаты в обучении взрослых людей эффективно достижимы, если обучение включает самоощущение, радость, и умную методику.
Она замужем за космонавтом Даниэлем Томасом Барри.